# Navire de guerre russe, va te faire foutre
« Navire de guerre russe, va te faire foutre » (originellement en russe : Русский военный корабль, иди на хуй ; en ukrainien : Російський військовий корабель, іди нахуй) est la dernière phrase dite à la radio par le soldat ukrainien Roman Gribov (uk), stationné sur l'île des Serpents le 24 février 2022, lors de l'attaque russe sur cette île. L'expression et ses dérivés deviennent emblématiques. En mars 2022, un timbre-poste commémoratif est émis par Ukrposhta, le service postal ukrainien.

## Origine
Le 24 février 2022, au début de l'invasion russe de l'Ukraine, en 2022, une force russe composée du croiseur Moskva et du patrouilleur Vassili Bykov lance un assaut sur l'île des Serpents, une petite île ukrainienne dans la mer Noire. L'île ne compte qu'un village, peuplé de moins de trente personnes, et environ 80 gardes-frontières y stationnent au moment de l'attaque.
Pendant l'assaut, le croiseur Moskva, assiégeant l'île, appelle par radio les soldats à se rendre en échange de leur sécurité : la proposition est déclinée sèchement avec pour réponse « Navire de guerre russe, va te faire foutre ». Par la suite, les forces navales russes s'emparent de l'île ; les premières nouvelles donnent pour mort les treize soldats de l'île, et le président ukrainien Volodymyr Zelensky annonce dans la foulée qu'il leur décerne « à titre posthume » la plus haute distinction ukrainienne, le titre de Héros d'Ukraine,,,. Mais le 28 février 2022, la marine ukrainienne affirme sur sa page Facebook que tous les gardes-frontières de l'île sont toujours vivants et détenus par la marine russe.
L'affaire est rendue publique par Anton Gerashchenko, un conseiller du ministre de l’Intérieur ukrainien, sur sa page Facebook, et est largement partagée.

## Réception

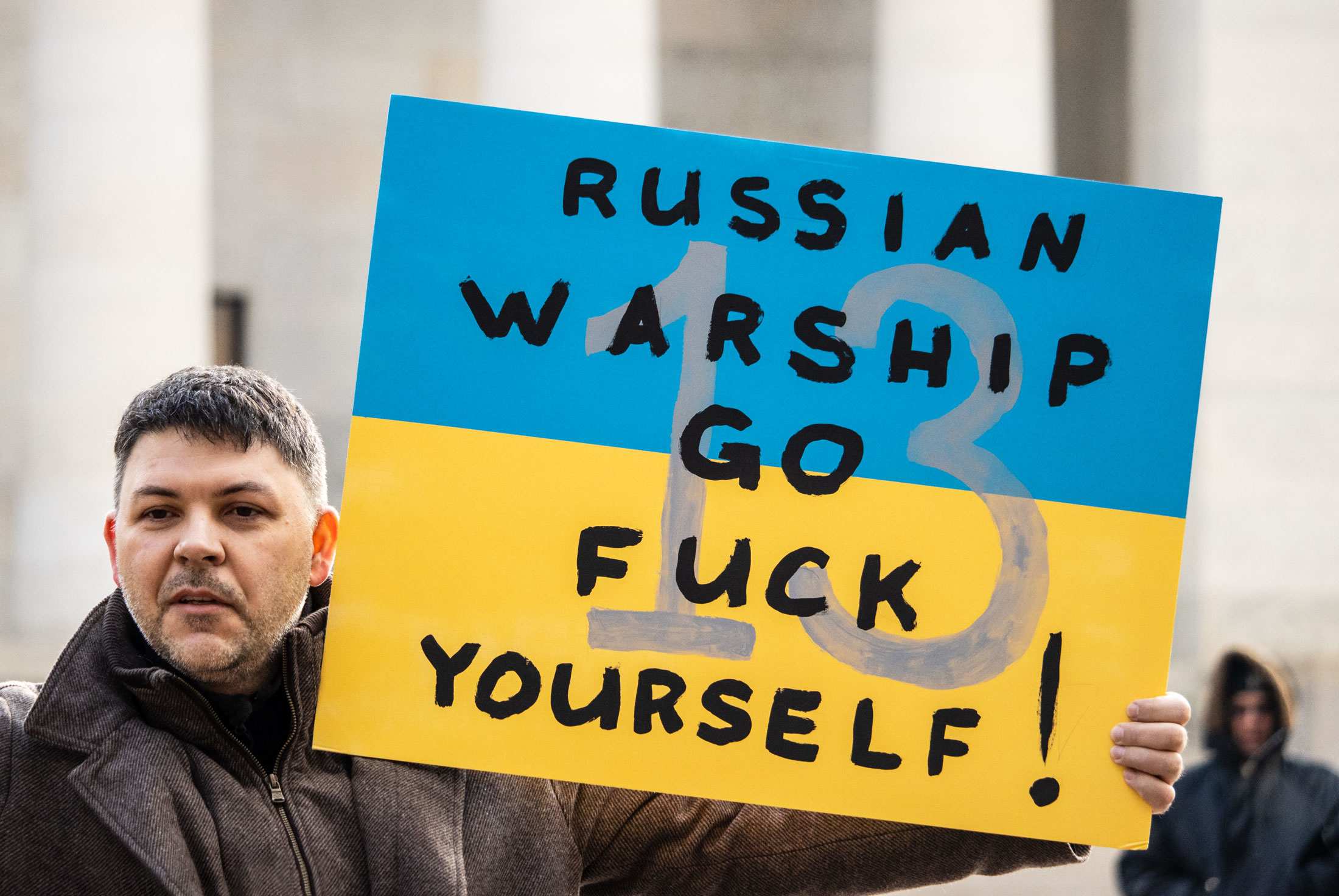
Rassemblement de soutien à l'Ukraine à Columbus, Ohio, où la phrase est affichée en anglais sur des pancartes (26 février 2022).

Les enregistrements de l'échange sont largement diffusés sur Internet et deviennent rapidement populaires sur diverses plateformes de médias sociaux ; l'expression est depuis devenu un cri de ralliement à la fois des militaires ukrainiens et des civils qui protestent contre l'invasion.
La phrase est comparée aux Cosaques zaporogues écrivant une lettre au sultan de Turquie, lorsque le sultan de l'Empire ottoman Mehmed IV a demandé la reddition des Cosaques zaporogues (qui vivaient dans l'Ukraine centrale moderne), et qui ont refusé, lui répondant par une lettre chargée de blasphèmes. En France, Le HuffPost la compare à la fameuse réponse du général Pierre Cambronne au général britannique Charles Colville à Waterloo : « Merde ! ». The Week compare l'expression au siège de Fort Alamo de la révolution texane du XIXe siècle.

Sur internet, la prise de l'île par les Russes a provoqué une réinterprétation du Gadsden flag de la révolution américaine, en référence au nom de l'île et au serpent à sonnette du drapeau. Le champ jaune du drapeau de Gadsden devient le drapeau de l'Ukraine (jaune et bleu), et le slogan anglais « Don't tread on me » devient en ukrainien « іди нахуй » (« va te faire foutre »),.

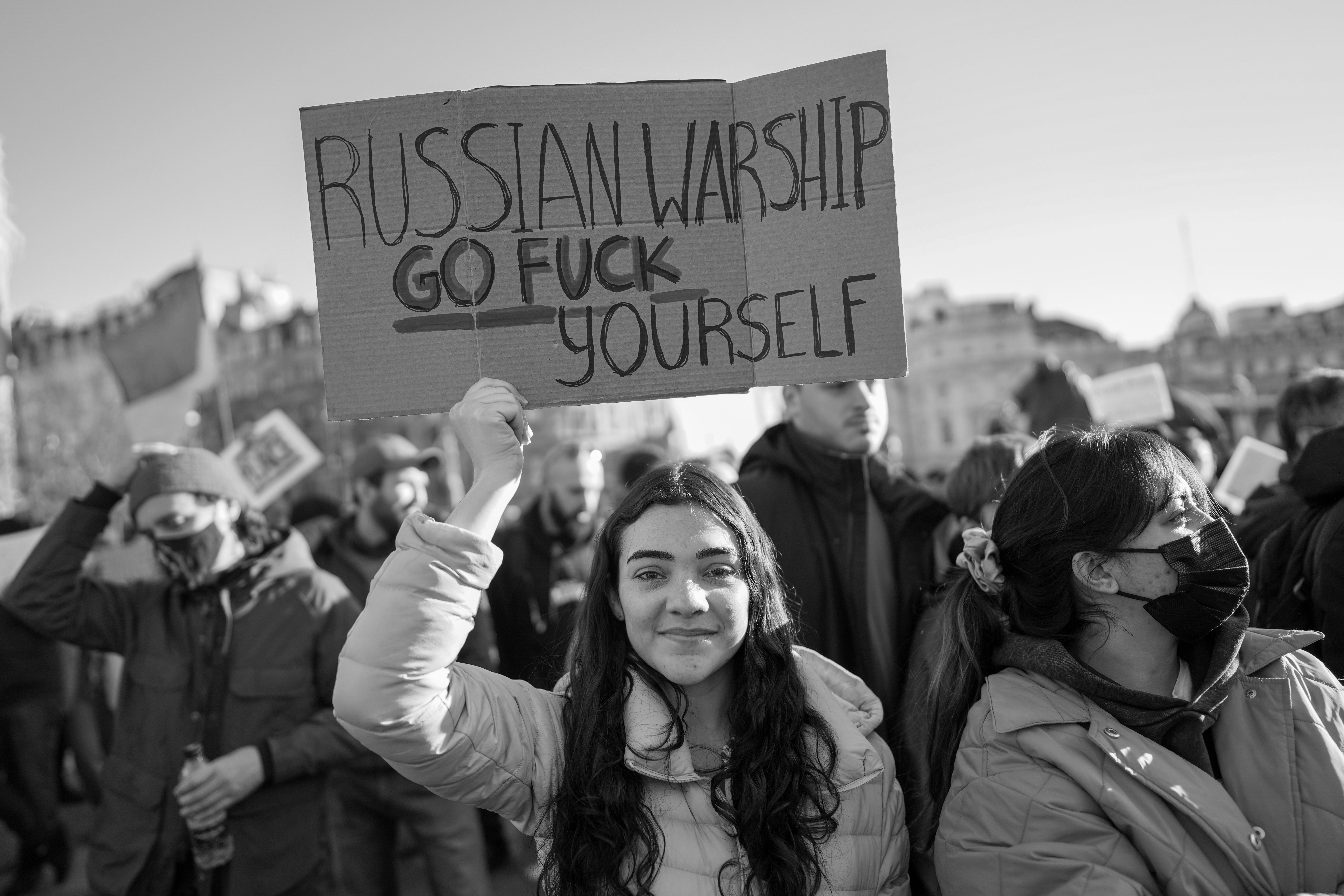
La phrase ukrainienne traduite en anglais, sur une pancarte lors d'une manifestation à Londres le 27 février 2022.

Le 26 février 2022, les forces armées ukrainiennes font sauter tous les nœuds ferroviaires reliant les chemins de fer ukrainiens et russes pour empêcher l'armée russe de transporter du matériel et des troupes en Ukraine par chemin de fer. Lorsque l'armée russe demande à l'Ukraine de rétablir les jonctions pour des raisons humanitaires, le répartiteur ukrainien répond de manière laconique : « Train russe, va te faire foutre ! »,
Le 27 février 2022, un navire russe s'approche d'un pétrolier géorgien en lui demandant du carburant. Ce dernier répond « Bateau russe, va te faire foutre » (русский корабль, иди нахуй). Lorsque les Russes révèlent être presque à court de carburant, ils leur conseillent d'utiliser leurs rames,.

### En Russie
Selon Vladislav Zadorine, l'un des gardes-frontières ukrainiens capturés sur l'île, les Russes ont soumis lui et ses camarades à des tests audio pour identifier lequel d'entre eux avait prononcé la fameuse phrase. Il affirme également que les gardes-frontières ont été régulièrement torturés par leurs geôliers russes.
Après l'un des bombardements d'Odessa par les Russes le 23 juillet, la porte-parole du ministère russe des Affaires étrangères, Maria Zakharova, déclare sur Telegram le 24 juillet : « Des missiles Kalibr ont détruit l'infrastructure militaire du port d'Odessa, expédiant un bateau militaire ukrainien à l'adresse préférée du régime de Kiev dans une frappe de précision »,.

## Timbre commémoratif

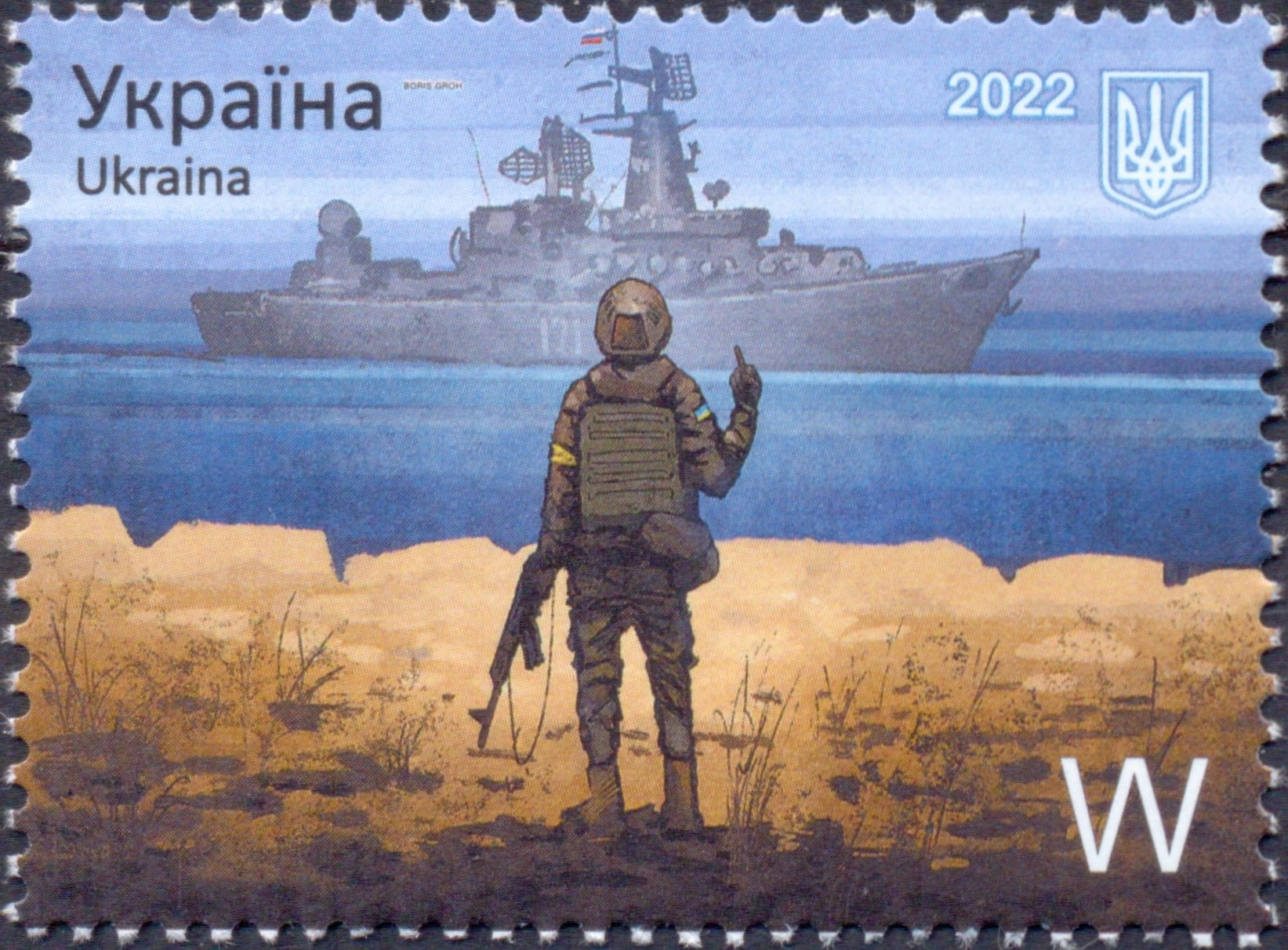
Timbre-poste « Navire de guerre russe, va te faire foutre ! » basé sur la réponse des gardes-frontières de l'Île des Serpents aux menaces du croiseur russe "Moskva" 2022

Le 1er mars 2022, Ukrposhta, le service postal ukrainien, lance un concours de conception de timbres sur le thème de la phrase,. Le 12 mars 2022, la première vice-ministre des Affaires étrangères Éminié Djaparova annonce que l'œuvre de l'artiste Boris Grokh remporte le vote populaire d'Ukrposhta,,.
Deux jours après l'émission du timbre, l'Ukraine annonce avoir frappé le croiseur Moskva avec deux missiles Neptune et l'avoir gravement endommagé.

## Anecdote
Le 14 janvier 2023, en référence à cet épisode de la guerre, le groupe de rock franco-russe Staliar enregistre une chanson intitulée Rousski Karable écrite par leur chanteur, Maadiar, également auteur de bande dessinée.